# Виридијана
Виридијана (шп. Viridiana) је филм у режији шпанског редитеља Луиса Буњуела из 1961. године. Сам филм се делимично заснива на роману из 1985. године под називом Алма, Бенита Переза Галдоса. Сматра се за једно од најконтроверзнијих Буњуелових филмских остварења, будући да врло оштро критикује Римокатоличку цркву. Неко време је био забрањен у Шпанији. Исте године када је филм изашао добио је Златну палму на Канском филмском фестивалу.

## Радња
Пре него што се одлучи да положи заклетву и постане часна сестра, Виридијани је наређено да посети свог јединог рођака, течу који ју је финансијски потпомагао током школовања. Поменути рођак јесте дон Хаиме, повучен старији човек који поседује имање, а помоћ у раду му пружа служавка Рамона.
Током последње ноћи на имању свог тече, дон Хаиме открива да је његова жена, њена ујна умрла на брачном кревету током прве брачне ноћи, а уз то такође говори да га Виридијана изузетно подсећа на своју жену. Он потом захтева од Виридијане да обуче теткину венчаницу и вео који је чувао од саме брачне ноћи. Након што јој стави опијум у кафу, односи је у кревет и на ивици је силовања своје рођаке, али на крају га самоконтрола одврати од тога.
Наредног јутра дон Хаиме јој говори да се више не може вратити у самостан будући да више није девица. Без обзира на њено негодовање и одбијање да то прихвати као чињеницу, Виридијана пакује своје ствари и одлази. Док чека на станици превоз, полиција наилази и враћа је натраг на течино имање. Затичу дона Хаимеа обешеног са последњим писмом у којем је одређено да све своје драгоцености оставља Виридијани и непризнатом сину по имену Хорхе.
Потпуно сигурна да више не може живети као часна сестра, Виридијана одлучује да посвети свој живот и помаже онима којима је то потребно тако што обезбеђује онима који немају где да живе кров над главом. Хорхе, заједно са својом девојком Лусијом пристиже и одлучује да среди запуштено имање и даје назнаке да жели тајну везу с Рамоном. Лусија потом одлази због зависти према Виридијани и издвојености од урбаног света.
Једне ноћи, док су Хорхе и Виридијана послом у граду са служавком Рамоном, просјаци обијају њихову кућу након чега услеђују вулгарне сцене и моралне декаденције, прилично честе у Буњуеловим филмовима. Након што се Хорхе, Виридијана и Рамона врате кући, већина просјака побегне, али два мушкарца из групе заробе Хорхеа и Виридијану, где долази и до физичког повређивања Виридијане. На крају и сама полиција долази, коју је Рамона позвала.
Филм се завршава прилично буњуелски, вулгарним сценама и ласцивним мотивима.

## Улоге
| Име лика у филму | Име глумца на српском | Име глумца на шпанском |
| ---------------- | --------------------- | ---------------------- |
| Виридијана       | Силвија Пинал         | Silvia Pinal           |
| Хорхе            | Франсиско Рабал       | Francisco Rabal        |
| дон Хаиме        | Фернандо Реј          | Fernando Rey           |
| Рамона           | Маргарита Лозано      | Margarita Lozano       |
| Лусија           | Викторија Зини        | Victoria Zinny         |
| Рита             | Тересита Рабал        | Teresita Rabal         |
| Рамон            | Алфонсо Кордон        | Alfonso Cordón         |
| дон Амалио       | Хосе Калво            | José Calvo             |
| Ел Кохо          | Хосе Мануел Мартин    | José Manuel Martín     |
| Мануел ел Пока   | Луис Ередија          | Luis Heredia           |
| дон Зекијел      | Хоакин Роа            | Joaquín Roa            |
| Енедина          | Лола Гаос             | Lola Gaos              |
| Хосе ел Лепросо  | Хуан Гарсија Тијендра | Juan García Tiendra    |
| Рефугио          | Милагрос Томас        | Milagros Tomás         |
| Пако             | Хоакин Мајол          | Joaquin Mayol          |
| Ла Хардинера     | Палмира Гера          | Palmira Guerra         |
| Ла Ерона         | Алисија Хорхе Барига  | Alicia Jorge Barriga   |
| Ел Пелон         | Сергио Мендисабал     | Sergio Mendizábal      |

## Награде и номинације
„Виридијана” је освојила две награде и једну номинацију.

### Награде
- Златна палма, 1961. године.
- Награда Grand Prix, 1962. године

### Номинација
- Номинација за најбољи филм у оквиру награде за најбољих десет филмова.